# Río Gouët
El río Gouët (en bretón Ar Goued) es un río de Bretaña (Francia). Nace a unos 300 m s. n. m. en la Cime de Kerchouan, en la comuna de Harmoye. Desemboca en el canal de la Mancha en el puerto de Le Légué, separando los municipios de Saint Brieuc y Plérin. Su longitud es de 38 km. Su cuenca tiene una extensión de 240 km².
Su recorrido se desarrolla en el departamento de Côtes-d'Armor. Atraviesa el área urbana de Saint Brieuc. Se encuentra fuertemente contaminado a consecuencia de la urbanización de su cuenca, de la agricultura intensiva y de las industrias agroalimentarias.
El principal embalse de su cuenca es el de La Méaugon, que suministra agua potable a Saint Brieuc.